# Basílica Palladiana
La Basílica Palladiana es un edificio renacentista situado en la Piazza dei Signori en Vicenza, localidad situada al Noreste de Italia. Su elemento arquitectónico más importante es la logia, que constituye uno de los primeros ejemplos de lo que se conoce como ventana palladiana. Junto a la basílica se encuentra la Torre Bissara, de 82 metros de altura y que comenzó a construirse a finales del siglo XII.
El edificio fue originalmente construido en el siglo XV, en estilo gótico y funcionaba como Palazzo della Ragione, es decir como sede del gobierno civil y de los tribunales. Cuando parte de la estructura se derrumbó en el siglo XVI, un consejo de cien personas, entre las que se encontraban numerosos arquitectos, designó en 1549 a Andrea Palladio para la reconstrucción. Palladio añadió una logia y una nueva fachada aporticada de dos niveles, construida en mármol, ocultando el diseño original de la basílica.

[La solución de Palladio] consistió en rodear el núcleo medieval con una corona de pórticos en dos pisos con arcadas, volteadas airosa y rítmicamente, en la disposición de los vanos serlianos, como Sansovino había ya ideado para la biblioteca de San Marcos, y con éxito tal que, desde entonces, pudo llamarse también «motivo palladiano». La seración de columnillas y columnas, abajo toscanas y arriba jónicas, de dinteles y arcos sin demasiados apliques plásticos, salvo las estatuas míticas que, por encima de la cornisa, prolongan los ejes recortándose sobre el cielo, o la verde cubierta del artesón gótico, tienen tal énfasis musical y métrico que la arquitectura parece mecida a ritmo de baile y hasta se puede pautar como un poema yámbico.

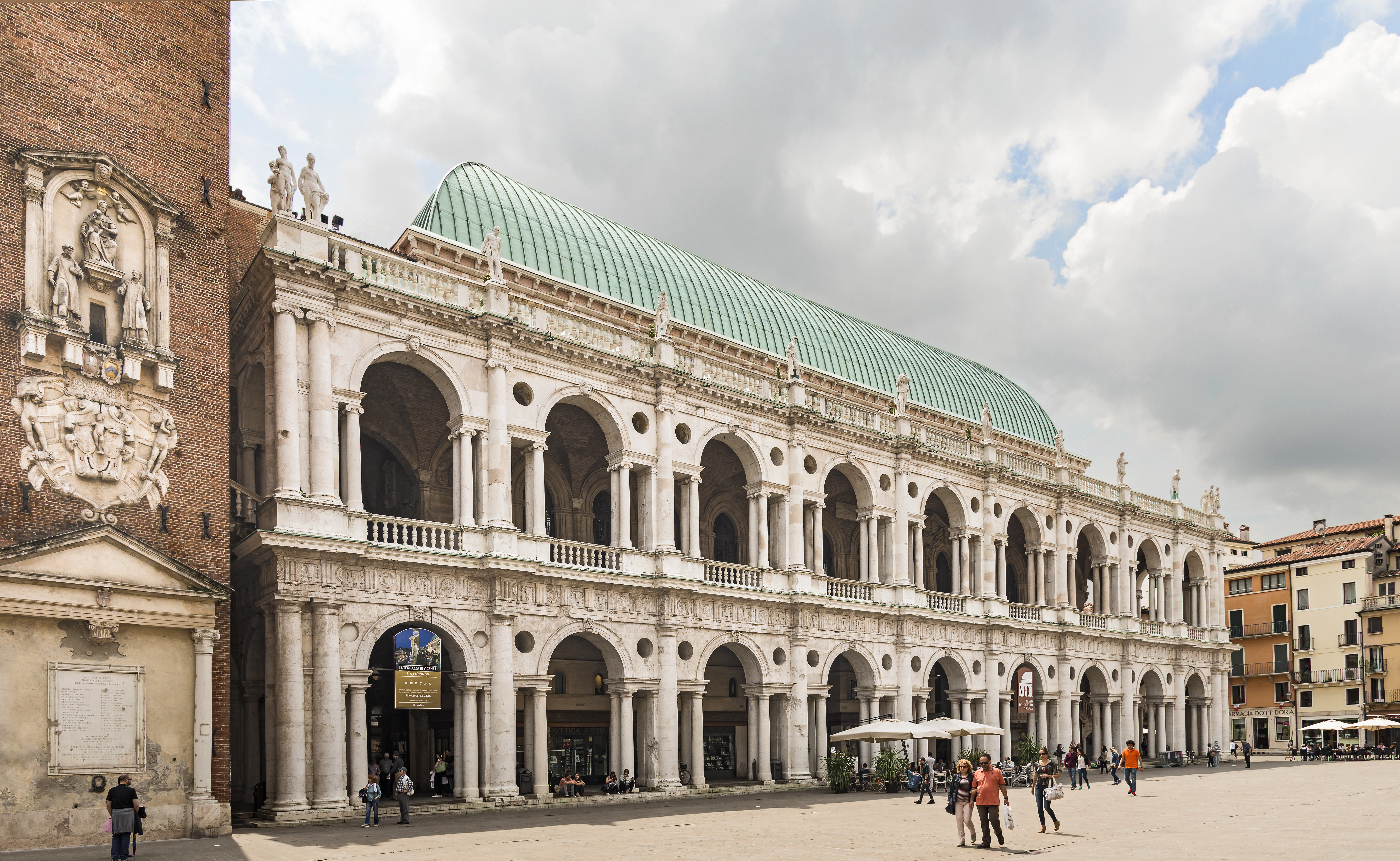
Basílica Palladiana, Vicenza.

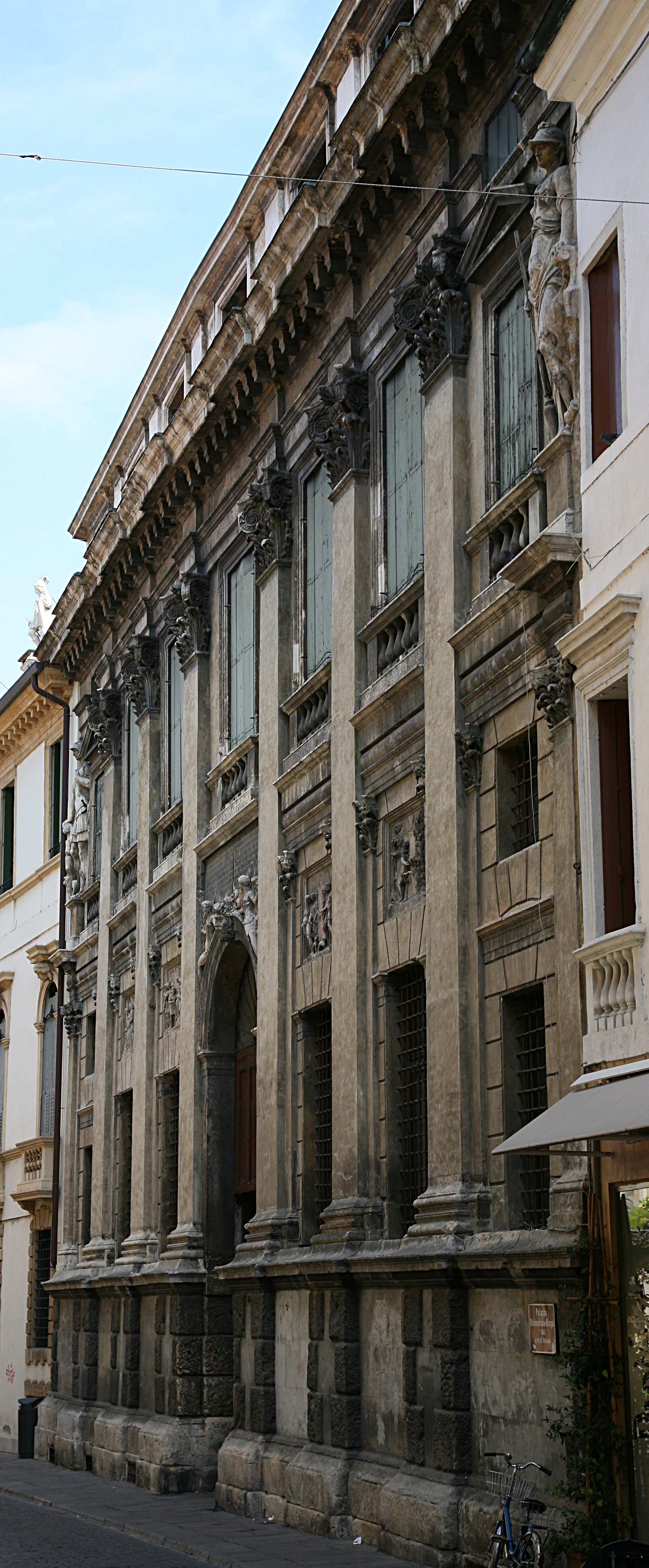
Fachada del Palacio Valmarana en Vicenza.

Según Giulio Carlo Argan, la solución adoptada por Palladio para la basílica se debió a su propósito de "dar a Vicenza dignidad y formas clásicas evocando su origen romano". "Transformar un palacio comunal gótico mediante una envoltura clásica haciendo de él una basílica civil romana implicaba, en el pensamiento del artista, imponer al núcleo vital de la comunidad urbana un asentamiento clásico y moderno a un tiempo. [...] La galería repite en la parte superior los vanos amplios y profundos del pórtico, pero la estructura que une las arcadas es más compleja, con mayor separación entre las medias columnas y las columnas laterales geminadas en profundidad. [...] Se trata de un espacio con intervalos claramente marcados según un ritmo trímetro yámbico: breve-larga-breve. Y en el mismo ritmo, más apretado, se encuentra en los llenos: columnita-media columna, columnita".
La Basílica (comenzada en 1549 y finalizada en 1614, treinta años después de la muerte de Palladio) despertó el interés de las familias pudientes de Vicenza, que empezaron a encargarle la construcción de sus palazzos urbanos y de sus villas campestres. Se trataba de "una nobleza bien encuadrada en la estructura de la república, sin ambiciones de poder, culta y laboriosa, especialmente interesada, en ese momento, en desarrollar la producción agrícola, en administrar sabiamente las vastas haciendas que adquiere y en las que gusta de pasar una parte del año. La vida social, en suma, tiene un núcleo, la ciudad, y una vasta periferia, el campo: de ahí la distinción, y, a un tiempo, la relación entre los palacios urbanos y las villas".
Palladio dedicó el resto de su vida, entre otros proyectos, a la finalización de la basílica, la cual no se dio por concluida hasta 1614, treinta y cuatro años después de la muerte del arquitecto.
El edificio en la actualidad se utiliza para albergar exhibiciones y otros eventos cívicos en la ciudad de Vicenza.

## Galería de fotos

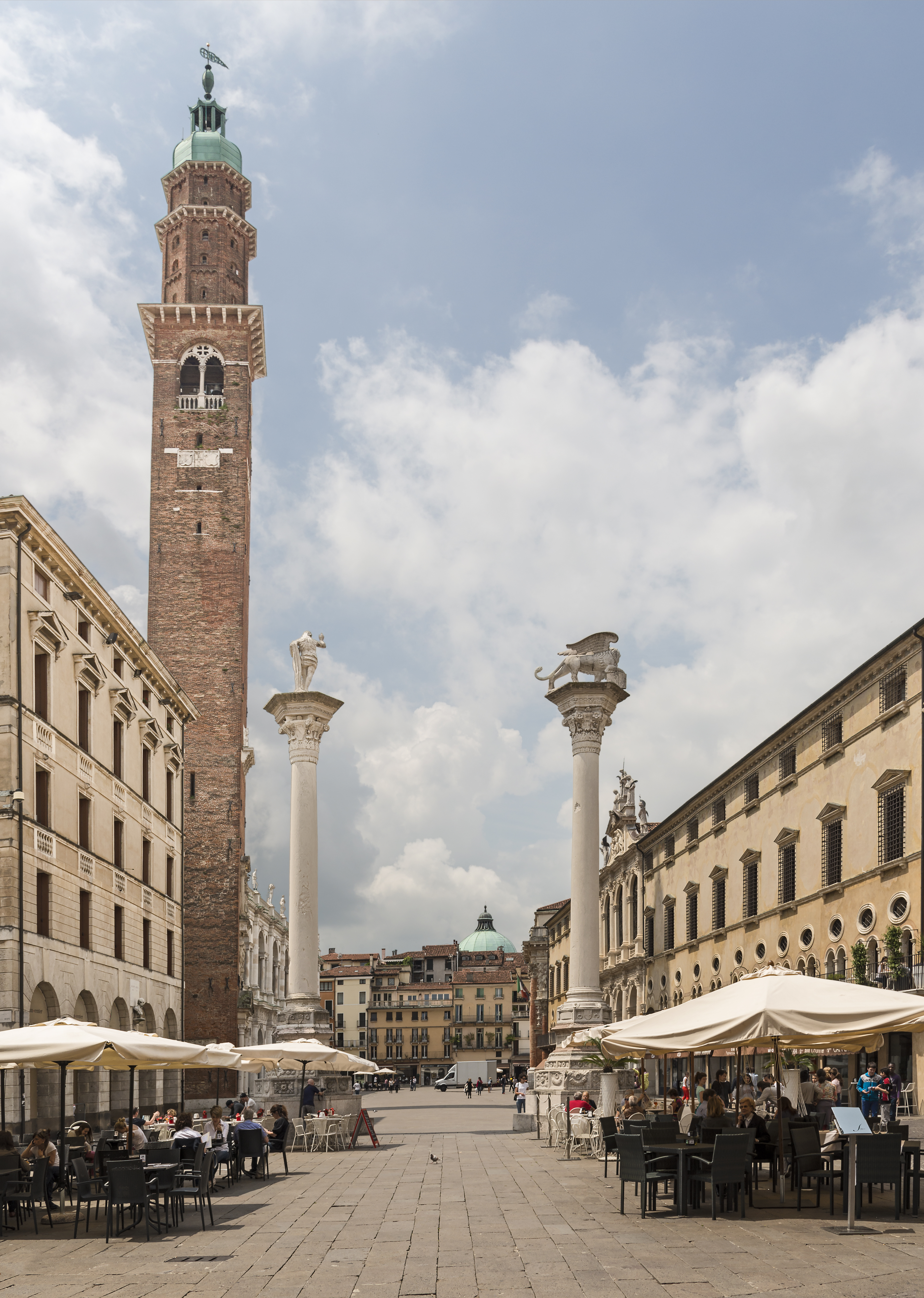
Piazza dei Signori
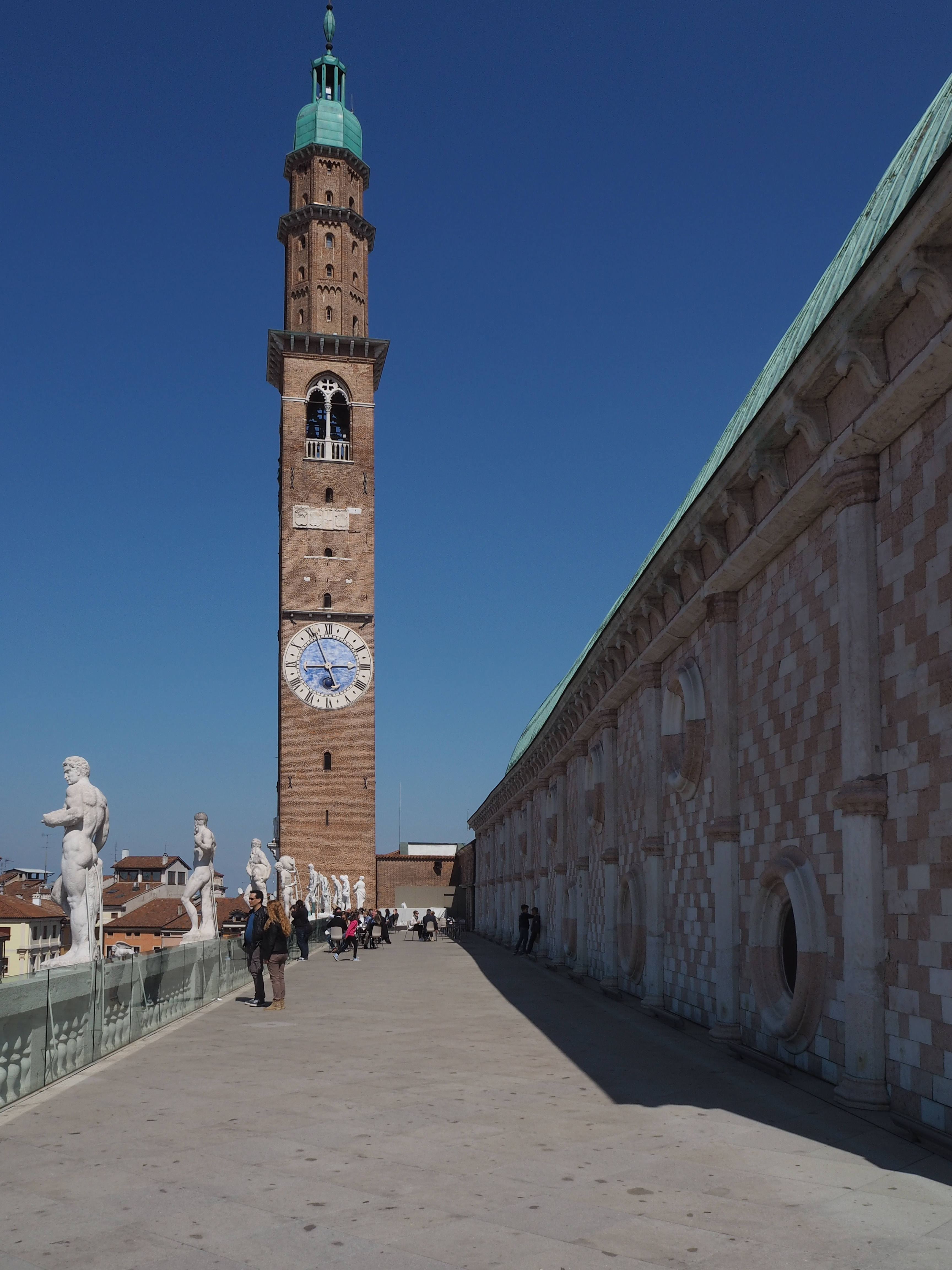
Terazza
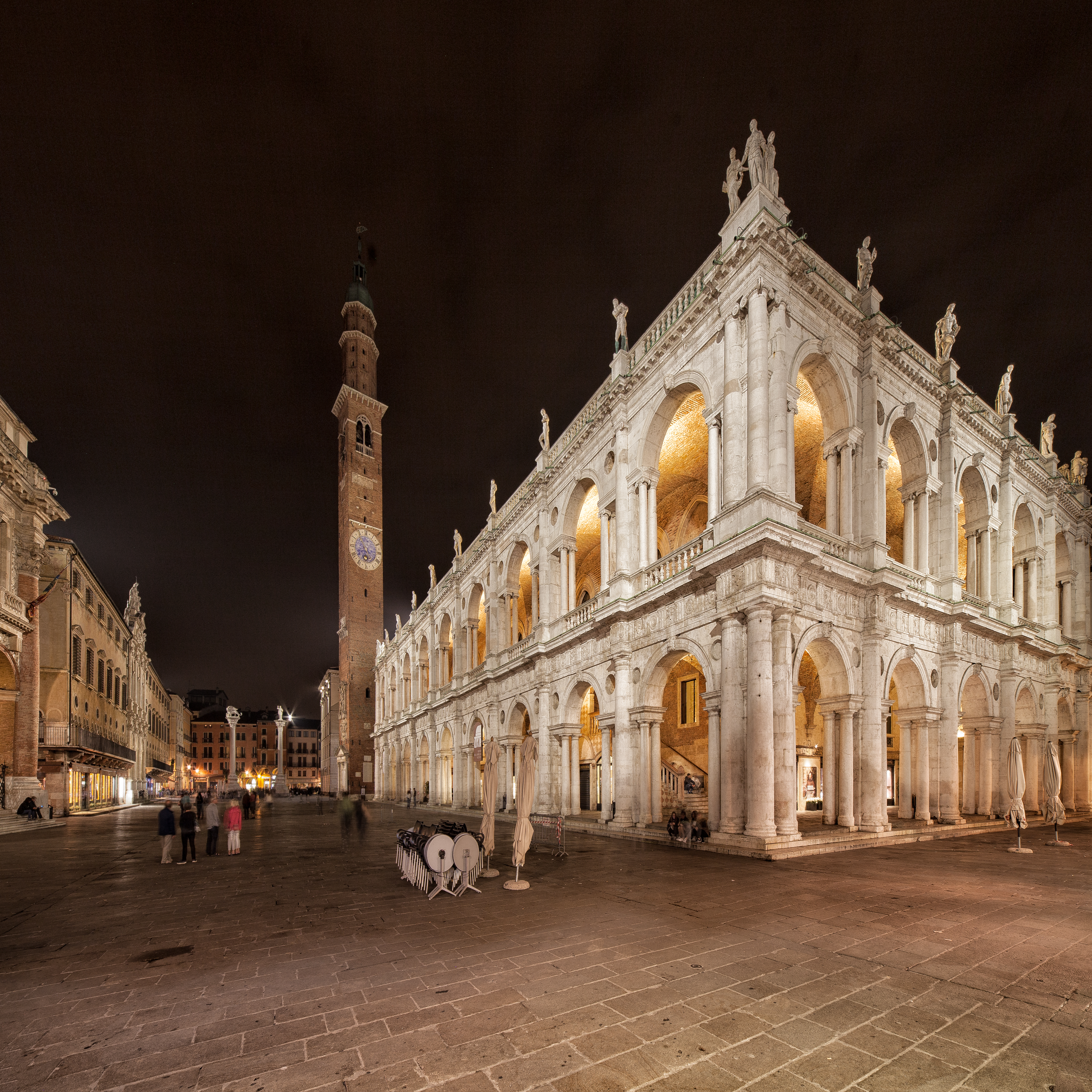

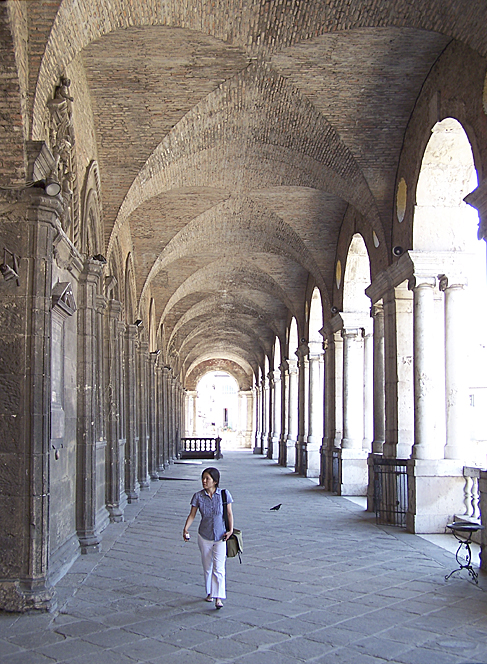
Logia
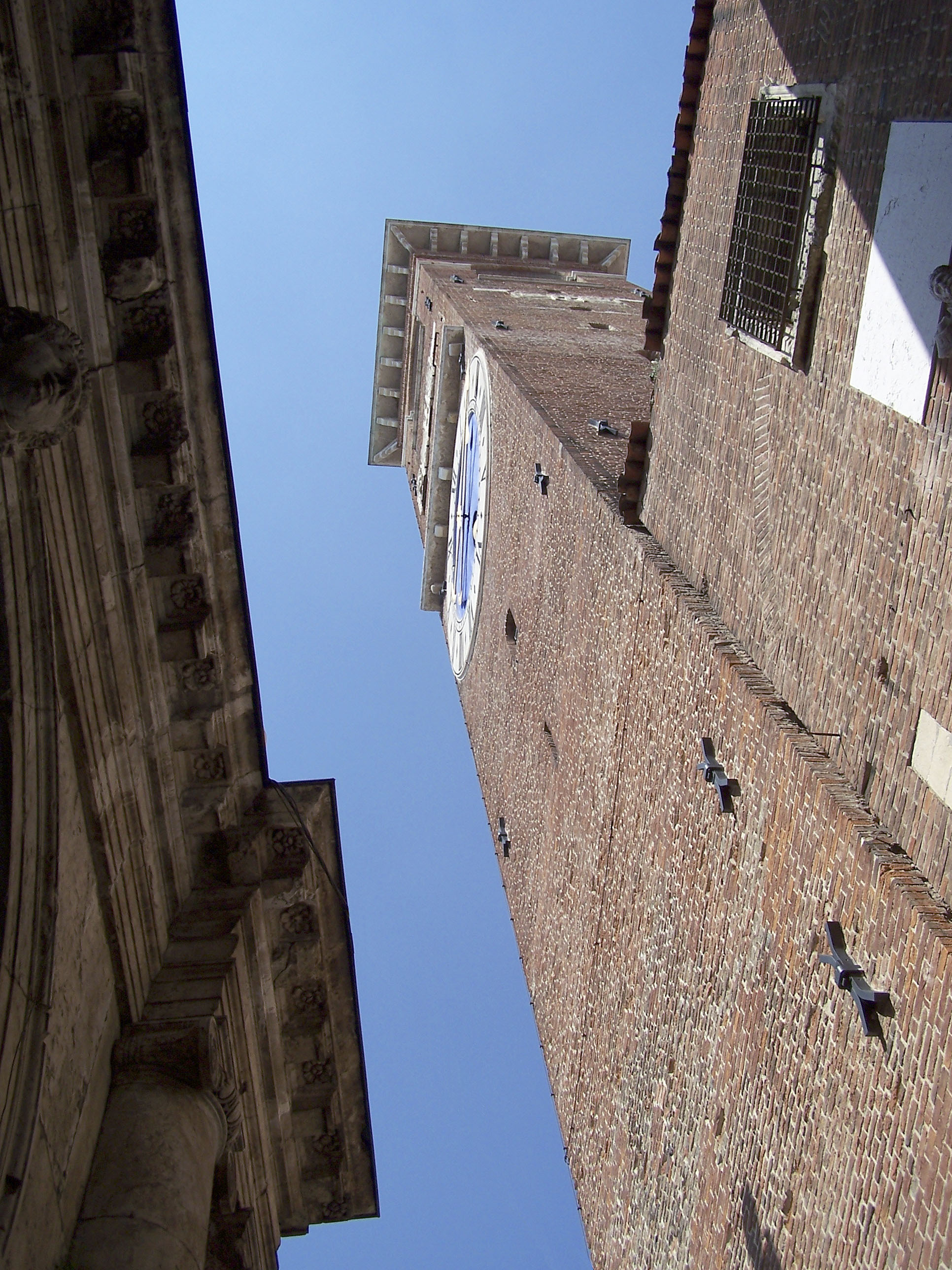
Torre Bissara